# Monaghan
Monaghan (irl. Muineachán) – miasto w północno-wschodniej Irlandii, w prowincji Ulster, stolica hrabstwa Monaghan. Miasto zamieszkuje 6637 mieszkańców (2011).